# Hermann Rongstock
Hermann Rongstock (* 15. Mai 1941 in Bayreuth; † 21. August 2012 ebenda) war ein deutscher Maler, Grafiker, Illustrator und Zeichner. Sein Schaffen ist überwiegend vom Expressionismus und der Wiener Moderne beeinflusst. Eine bedeutende Auswahl seiner Werke ist unter anderem in der Staatlichen Graphischen Sammlung in München sowie im Marbacher Schiller-Nationalmuseum zu sehen. Im Jahr 2006 wurde Hermann Rongstock für sein Schaffen mit dem Kulturpreis der Stadt Bayreuth geehrt.

## Leben
Die Anfänge seines Lebens beschrieb der Künstler aus eigenen Erinnerungen als dramatisch und hart. Er wuchs als Halbwaise auf und begann zu Schulzeiten u. a. Aktzeichnungen anzufertigen, was ihm das Missfallen seiner Lehrer einbrachte und für frühes Aufsehen sorgte. Da Rongstock in seiner Jugend Bayreuth als beengend und zu klein wahrnahm, entschied er sich, die Stadt frühzeitig zu verlassen. In München absolvierte er in den Jahren 1958–1960 ein Studium der Gebrauchsgrafik an der Blocherer Schule für freie und angewandte Kunst.
Nach Beenden des Studiums der Gebrauchsgrafik in München lernte Rongstock von 1960 bis 1961 als Stipendiat an der Internationalen Sommerakademie für Bildende Kunst bei Oskar Kokoschka auf der Festung Hohensalzburg. Dessen „Schule des Sehens“ propagierte die enge Verbindung von künstlerischem Handwerk und intellektueller Bildung zugleich – ein Verständnis, das Rongstock später erkennbar übernahm. Der österreichische Maler und Schriftsteller Oskar Kokoschka kann als wesentlicher Bezugs- und Referenzpunkt im Schaffen Rongstocks angesehen werden. Kokoschkas figurative Kunst mit konkretem Landschafts- und Menschenbild beeinflusste Rongstocks Arbeiten sichtbar; Hermann Rongstock schulte sich auf der Sommerakademie vor allem in Aquarelltechnik. Er absolvierte sein Studium bei Kokoschka mit persönlichem Zeugnis des Meisters.
1961 wieder in München angekommen, begann Rongstock ein Studium an der Akademie der Bildenden Künste München. In den Folgejahren 1962 bis 1967 entwickelte er sich zum Meisterschüler bei den Professoren Hermann Kaspar und Mac Zimmermann. Illustrationen und Malerei setzten in dieser Zeit den Schwerpunkt seines Schaffens, das er mit Exzellenz und zunehmender Entwicklung eines eigenen Stils vorantrieb. 1968 erhielt Rongstock ein Diplom für besondere künstlerische Leistungen in Malerei und Grafik durch die Akademie.
In den Jahren 1967 bis 1969 studierte Rongstock Psychologie und Pädagogik an der Pädagogischen Hochschule Bamberg (später in der Otto-Friedrich-Universität Bamberg).
1970 kehrte er zurück in seine Geburtsstadt Bayreuth, in der eine avantgardistische Kunstszene entstanden war, initiiert von einer ganzen Reihe „hierhin verschlagener Künstlerpersönlichkeiten […] wie Hannah Barth, Fritz Böhme und Ferdinand Röntgen“. Ausschlaggebend für Rongstocks Rückkehr nach Bayreuth war das kulturelle Umfeld der Stadt Bayreuth: „Richard Wagner, Jean Paul und das schöne Jugendstilhaus, das er von seiner Mutter geerbt hat.“
Nach Rongstocks Kunstverständnis bildete Produktion und Rezeption von Kunst eine Einheit. Kunst zu machen bedeutete ihm: Kunst verstehen, direkt aus der Praxis. Diese Auffassung war auch für seine Arbeit als Kunsterzieher am Wirtschaftswissenschaftlichem und Naturwissenschaftlich-technologischen Gymnasium der Stadt Bayreuth grundlegend.
Rongstock heiratete 1969 die Künstlerin Heike Tooren. Sie hatten einen Sohn (* 1972). Zuletzt wohnte Rongstock zusammen mit seiner Familie in einem Haus in der Leopoldstraße in Bayreuth. Er starb am 21. August 2012 nach kurzer schwerer Krankheit. Seine Grabstätte befindet sich auf dem Stadtfriedhof Bayreuth.

## Werk
Das künstlerische Erbe Rongstocks umfasst allein weit über 500 grafische Arbeiten. Wiederkehrende Motive des Künstlers sind Mythen und literarische Vorlagen. Erkennbar ist sein starker Bezug zur Heimat Bayreuth und der Region Franken.

### Bildsprache, Stil und Technik
Rongstocks künstlerisches Gesamtwerk ist maßgeblich vom  Expressionismus und von der Wiener Moderne beeinflusst, was sich in vielschichtigen Referenzen auf die Arbeiten von Oskar Kokoschka oder Edvard Munch widerspiegelt. Hinzu kommt oftmals eine intensive Auseinandersetzung mit Werken der Weltliteratur, deren Aktualität  er durch collagenartige Neuinterpretationen spielerisch untersucht. Markant für Rongstocks Werk ist des Weiteren der Einsatz von Aquarelltechniken und leichten Wasserfarben in Tuschearbeiten und Schwarz-Weiß-Zeichnungen. Daneben hat er sich immer auch mit Öltechnik, in seinen späteren Jahren auch mit Acryl- und Spraytechniken ausgedrückt. Typisch ist das „Fliehen“ der Motive in seinen Bildern: Motive scheinen sich oft in einer diffusen Linienführung aufzulösen. Gegenständliches lässt sich deuten, entzieht sich aber zugleich der eindeutigen Interpretation und lässt Spielraum für Phantasie.

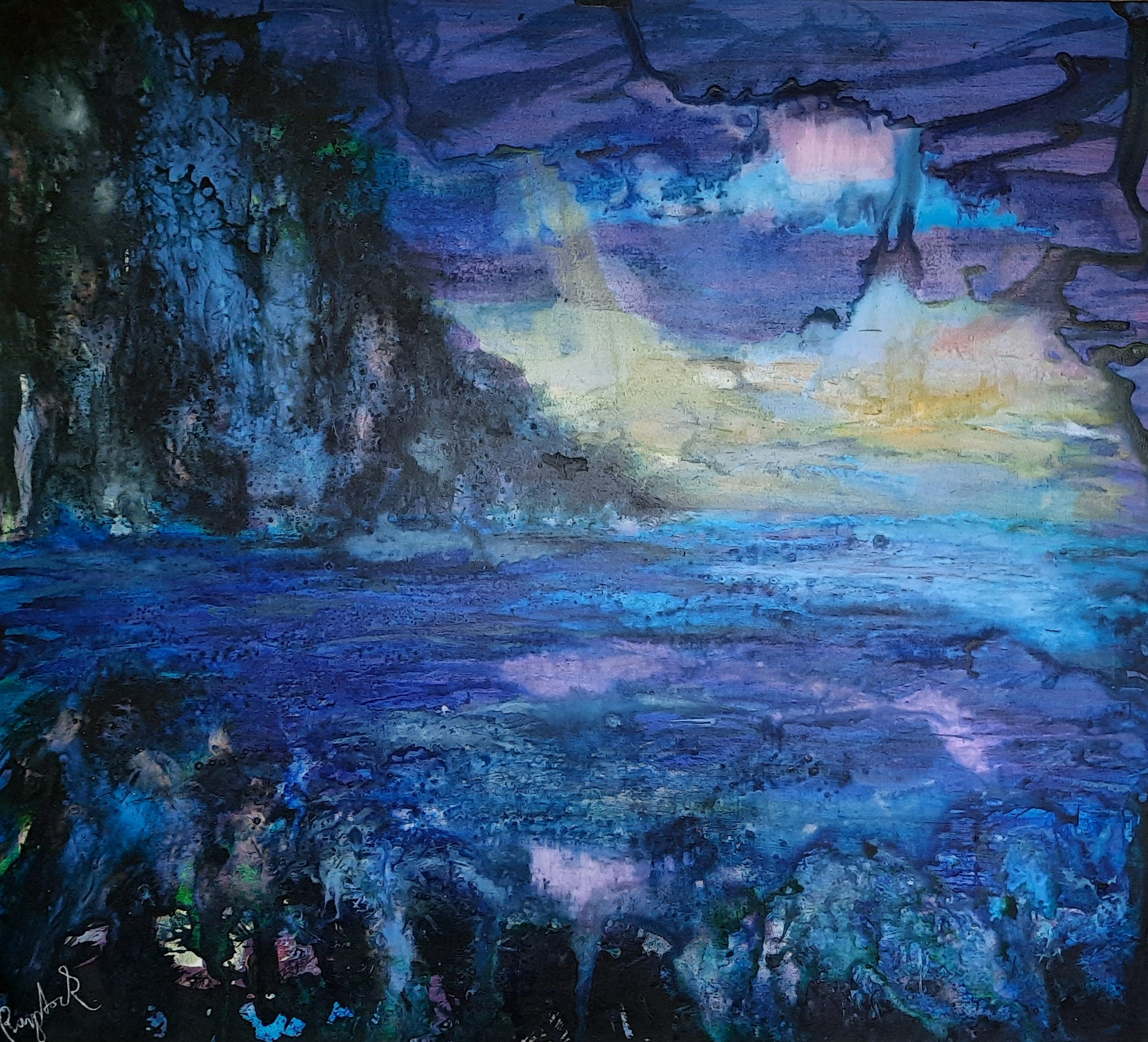
Hermann Rongstock, Blaue Küste, Acryl auf Holz

Figurativ treten in Rongstocks Zeichnungen, Grafiken und Illustrationen Gestalten der Weltliteratur auf, die oft in Verhältnis zu der ihm heimischen Landschaft Bayreuths gesetzt werden. So entstehen surreale Kunstwerke, die vertraut-romantische Orte und Kulturlandschaften bedrohlich oder schlicht ungewohnt darstellen.
Auf diese Weise wird auch ein kritischer Bezug zur Historie des 20. Jahrhunderts und den Ereignissen zu Lebenszeiten des Künstlers geschaffen: „Die Maler der Leipziger Schule orientieren sich in ihrer Kunst stark an vergangenen Epochen, z. B. am Formklima der Renaissance, an Matthias Grünewald, an Albrecht Altdorfer und der sog. Donauschule, an Dürer. Das Werk Rongstocks bewegt sich auf vergleichbaren Ebenen, den Willen zur Anspielung und zum Zitat hat er mit manchem Maler der DDR gemeinsam.“

### Zeichner Bayreuths
Kaum politisierend, mehr analysierend und darstellend: So lässt sich die Kunst Hermann Rongstocks deutlich benennen. Die verängstigten Visionen und die Nöte des leidenden, aber auch des schuldigen und sündigen Menschen sind in seinen Arbeiten ein zentrales Motiv. Leicht dokumentarisch, dabei aber immer auch künstlerisch überhöht, fing Rongstock Szenerien und Orte seiner Heimatstadt Bayreuth in Gemälden, vorrangig aber in Zeichnungen ein. Momente und Szenen, die er selbst beobachtete: „Das ausdrucksstarke Gesicht einer jungen Frau, eine Mutter mit ihrer kleinen Tochter, einige Jungrocker irgendwo an einer Straßenecke […].“ Die skizzenhaften Zeichnungen „Am Plärrer“ und „Off Limits. Eckschoberth Bayreuth“ müssen an dieser Stelle beispielhaft genannt werden. Hinter- und Abgründiges gerät so in den Fokus und hält zugleich den kulturellen Reichtum Bayreuths samt seiner Geschichte durch eigenwillige Darstellung fest. So entstehen sichtbare Gegensätze zwischen der Schönheit bayerischer Kulturdenkmäler, die reich an Geschichte sind – und sozialen Konflikten, die in ihrer Umgebung herrschen, wie der Künstler selbst am Beispiel der Bayreuther Festspiele bemerkte: „Kontraste zwischen dem erlesenen, etwas elitären Premierenpublikum und den einfachen Zaungästen, die es begaffen und bewundern, war für mich weit wichtiger und künstlerisch relevanter als irgendwelche sozialprogrammatischen Demonstrationen.“
Direkte Inspiration fand Rongstock weniger an fiktiven Schauplätzen als an eben jenen bekannten Orten mitten in und um Bayreuth, die er auf Wanderungen und Ausflügen selbst erkundete. So werden reale und teils abgeschiedene Landschaft im Hinterland Bayreuths genauso zur Kulisse wie das Leben in der Stadt. Sie bilden die Grundlage der Erzählung seiner Skizzen und Gemälde, werden allerdings verfremdet und künstlerisch überzeichnet, um mit ihnen das menschliche Dasein zu hinterfragen: Apokalyptische Motive treffen bei Rongstock auf das Kulturleben der Stadt. „Melancholische Menschen wandeln und kutschieren durch die Prachtbauten und Anlagen.“
Besonderen Fokus legt Rongstock auf die barocken Gebäude Bayreuths. Immer wieder betont er das imposante und von ihm vielbeachtete Schaffen Richard Wagners. Es fungiert als Ankerpunkt in Rongstocks Werk.

### Grafiker Jean Pauls
Rongstocks Bezugnahme auf oberfränkische Künstler und innere Wegbegleiter, die in der Kulturregion Bayreuth und über das Umland hinaus wirkten, erstreckte sich in größerem Maße auf den Dichter Jean Paul. Mit seinen über Jahrzehnte entstandenen malerischen, zeichnerischen und graphischen Arbeiten „hinterließ er gar das umfangreichste bestehende Bildwerk zu den Abhandlungen, Aphorismen, Romanen und Erzählungen Jean Pauls.“
Visionär-lyrische Verklärungen und freie Interpretationen einzelner Sinnsprüche und Szenen aus Jean Pauls Romanen collagiert Rongstock, indem er die literarischen Vorlagen auf Bayreuther Sehenswürdigkeiten zeichnerisch überträgt: die Rollwenzelei, das Opernhaus und viele mehr. Die oft skurrile Handlung der Literatur Jean Pauls zeigt sich Rongstock als ideale Projektionsfläche für spätexpressionistische Ausdrucksweisen, wie er sie aus den Arbeiten und Lehren der Kokoschka-Schule weiterentwickelte. „Dabei sind die in der Konstitution der Moderne liegenden Gefährdungen und Verkümmerungen jenes Ganzen des Lebens (Vorschule der Ästhetik) immer mitgedacht. Sie äußern sich zuvörderst im neuzeitlichen Verhältnis der Geschlechter, das Rongstock in mehreren Jean Paul-Aphorismen (und auch im persönlichen Gespräch) süffisant und immer wieder gerne aufgriff und in bildliche Pose und Mimik brachte.“, wie Thomas Maier konstatiert. So gelingen Hermann Rongstock künstlerische Kommentare, die vor allem auf Jean Pauls Roman „Siebenkäs“ und Aphorismen Bezug nehmen. Das christliche Weltbild wie auch die konservative Ehe werden ausgestellt und teils satirisch-abgründig überhöht und durch Aktualisierungen neu gezeichnet. Diesen Ansatz verwirklicht der Künstler durch eine ihm eigene markante Ausdrucksweise: kritisch-distanziert, unorthodox, „differenziert-vieldeutig, imaginativ-unkonventionell, verdichtend-präsent, mit vibrierendem Strich und oszillierender Gegenständlichkeit seine Ahnungen, Assoziationen, seine Leidenschaft und seinen [Jean Pauls] Humor zulassend.“

### Illustrator
Faust & Co.
Das Portfolio des Zeichners, Malers und Grafikers umfasst zahlreiche Werke mit Referenzen auf Werke der Weltliteratur – dazu gehört auch die Bezugnahme auf Dramen wie Shakespeares „Macbeth“, Franz Kafkas Roman „Der Prozeß“ oder Tennessee Williams’ Theaterstück „Die Nacht des Leguan“. Auch Molières Komödie „Schule der Frauen“ und Heinrich Bölls Erzählung „Das Brot der frühen Jahre“ inspirierten ihn zu Werken. Sie eint die Darstellung menschlicher Zwiespälte und die Infragestellung gesellschaftlicher Verhältnisse mit Werten und Normen, wie sie subtil bei Rongstock immer wieder durchschimmern.
Mit dem „Faust-Zyklus“ wird die Polarität zwischen dem Weiblichen und dem Männlichen, Gegensätze und Spannungen der Geschlechter präzise und umfassend veranschaulicht. Aus dieser Schaffensphase sind aquarellartige Rongstock-Zeichnungen zu weltberühmten Faust-Szenen wie „Studierstube“, „Auerbachs Keller“ und „Osterspaziergang“ entstanden.
Die Brecht-Bilder
Zeit seines Lebens interpretierte Rongstock Szenen aus Dramen von Bertolt Brecht. Zu ihnen zählen die Dreigroschenoper („Seeräuber-Jenny“, 2003). Zu deren Vorlage von John Gay, die Bettleroper, wurden gleichsam Gemälde angefertigt („Beggar’s Opera“, „Bettlerkönig als Lehrer“). Was Rongstock dazu bewegte, sich der Dreigroschenoper künstlerisch zuzuwenden, kommentierte er wiederum selbst: „Der Gier nach Reichtum, Spekulationssucht, der Gaunerei und dem Verbrecherunwesen in allen Schichten der Bevölkerung wird ein Spiegel vorgehalten.“ Hier bestätigt sich Rongstocks starkes Interesse an der Abbildung und Thematisierung sozialer Milieus und der Probleme in ihnen.
Die Lenz-Bilder

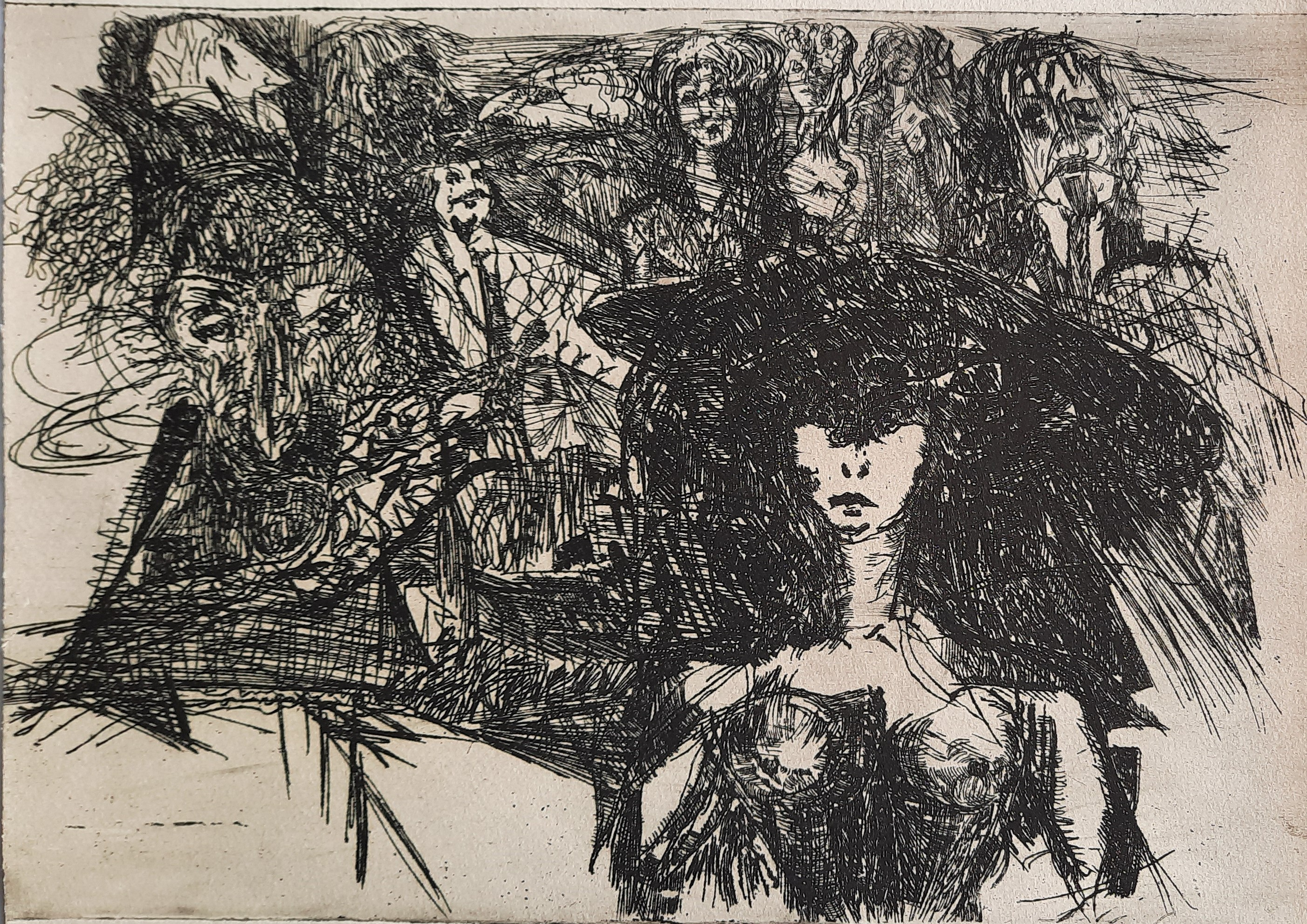
Illustration zu Bertolt Brecht, Die Dreigroschenoper, aus dem Nachlass von Hermann Rongstock

„In ebenso rigoroser wie sensibler Strichführung“, wie Christian Neuhuber feststellt, lenkt der Zeichner in zahlreichen seiner Bilder zu Szenen aus Georg Büchners Erzählung „Lenz“ den Blick des Betrachters auf Ereignisse, in denen die Ambivalenz der Hauptfigur deutlich wird. Der Zwiespalt des Menschen zwischen Leben und Tod wird so zu einem düsteren Dilemma, das sich bei Rongstock in gesetzter Farbgebung äußert.
Bilder zu Ovids Ars amatoria
Auch die Liebesdichtung „Ars amatoria“ des antiken Schriftstellers Ovid nimmt Rongstock in einer Reihe an vielschichtigen Zeichnungen und Skizzen zum Anlass seiner Eigendarstellung des Themas. Die künstlerische Präsentation des Akts, des nackten Körpers, hat der Zeichner freimütig inszeniert.

### Maler Wagners
In Rongstocks Spätphase des Schaffens in den 2000er Jahren begannen die umfangreichsten Zeichnungen und Malereien zu den musikalischen Dramen und Opern Richard Wagners; wenngleich Rongstock ein Leben lang Faszination für den Komponisten hegte. Bereits ab den 1970er Jahren beschäftigte er sich intensiv mit dem Opernwerk Wagners.

#### Künstlerische Arbeiten zu „Der fliegende Holländer“
Für seine künstlerische Auseinandersetzung mit dem Wagner Oper "Der fliegende Holländer" begab sich der Maler, ähnlich wie er dies für seine Bayreuther Illustrationen und Zeichnungen tat, in die Nähe der Schauplätze des Wagnerschen Stoffs, etwa an die norddeutsche Küste; getreu Rongstocks pädagogischer Wahrnehmung eines Kunstbegriffs: „Kunst darf nicht in Museen und Schlössern hängen, sie muss lebendig und originell sein.“
Während dieser Arbeitsphase auf Lohme an der Nordküste Rügens entstanden für Rongstock bis dahin zunächst nie dagewesene Meerbilder, in denen sich nachfolgend zahlreiche Opernfiguren Wagners wiederfinden. Ähnlich wie in Bezug auf die literarischen Werke Jean Pauls, bedient sich der Maler bei Wagner einer künstlerischen Vorlage, die er auf die ihm gegenwärtigen Situationen und Landschaften seiner Zeit überträgt. So verfließen Zeitlichkeit, Mythos und Wirklichkeit.
Weniger sind es die landschaftlichen Eigenarten, die Rongstock zunächst dokumentarisch erzeugen mag; mehr stellen die Gemälde das Schaffen Wagners vielseitig interpretierbar in den Mittelpunkt, indem Textzitate etwa aus „Der fliegende Holländer“ mystisch und düster verbildlicht werden. Marieluise Müller erkennt hier den typischen rongstock'schen Mal- und Zeichenstil deutlich: „Fahrige Linien, Lichtströme und rote Farbblitze tanzen auf dunklem Hintergrund, formieren sich zu gespenstischen, vitalen Segeln, einer Lichtquelle, in deren Mitte sich ein Sonnenrund andeutet.“
Deutlich herausgestellt und thematisiert wird vom Künstler die erwachende Sexualität der Hauptfigur im „Holländer“, Senta. Ein Potpourri an dunklen wie leuchtenden Farben, Strichen und Linien markiert die innere Ruhe, das Auf und Ab im Seelenleben der Figur.

#### Künstlerische Arbeiten zu „Parsifal“
Das Jahr 2004 markierte in Rongstocks Schaffen die Konzentration auf Richard Wagners Opern „Parsifal“ und „Das Rheingold“. Auch hier fokussiert sich der Maler auf erotische Szenerien und die Sexualität der Wagnerschen Figuren. In knalligen, vielfarbigen Aquarell-Zeichnungen, wie „Ich suche Dich – Kundry und Klingsor, Parsifal“ und „Droge Tristan I“, wird der sexuelle Trieb freimütig verbildlicht. Der Maler Rongstock strebt hier keine möglichst realistische Darstellung an, viel mehr abstrahiert er sinnliche Handlung in grundsätzliche menschliche Prinzipien des Begehrens. In den Arbeiten zu „Parsifal“ werden zahlreiche Anspielungen und Querverweise auf expressionistische Künstler aus ganz Europa unternommen. Zeichen- und Malstil mit psychologischer Analytik lassen auf diese Weise in die Nähe des nordeuropäischen Expressionismus rücken. Zugleich finden sich stilistische Zitate quer aus Europas Kulturgeschichte.

#### Nibelungenzyklus „Der Ring“
Hermann Rongstock betrachtete den „Ring des Nibelungen“ von Richard Wagner seit jeher als ein wichtiges Stück deutscher Kulturgeschichte, dessen Ursprung und Geschichte unmittelbar mit seiner Heimat Bayreuth verknüpft ist. Sowohl die musikalische als auch literarische Vorlage rund um die mythische Geschichte des kühnen Helden und Drachentöters Siegfried und das legendäre Rheingold inspirierten und faszinierten Hermann Rongstock über viele Jahre. Erst gegen Ende seines Lebens wagte er sich allerdings an die grafische bzw. zeichnerische Umsetzung und Interpretation einzelner Szenen des von ihm so viel geschätzten musikalischen Werkes. Die daraus entstandenen Zeichnungen markierten einen finalen Wendepunkt in der künstlerischen Tätigkeit Rongstocks. Seine Kunst wurde minimalistischer, reduzierter und elementarer als je zuvor. Typisch für den Schaffensprozess Rongstocks: die kreative Arbeit mit Musik. So seien die musikalischen Bögen und die scharfen Kontraste aus Wagners musikalischen Stücken auch in seinen Skizzen und Zeichnungen ablesbar, bemerkte Rongstock selbst: „In Wahrheit werden die Zweifel durch die Musik gelöst. […] Die Musik verhilft mir zu einer Abkürzung auf dem Weg zum fertigen Bild. […] Manchmal lege ich künstlich Tempo vor, um zum Konzentrat zu kommen. Wagners Musik – ein idealer Partner.“

## Rezeption

### In Tradition von Klassik und Moderne
Herbert Kaiser bescheinigt dem Künstler Rongstock: „In Ihren Bildern erzählen Sie als darstellender Künstler Mythen, überliefern so den Grundbestand unserer Kultur; schaffen ihn neu, indem Sie ihn in Ihrer Weise ins Bild setzen.“ Die wilde Freiheit in der Rezeption klassischer Werke, die sich Hermann Rongstock nahm, äußerte sich in einer Fokussierung auf soziale Situationen und den Menschen im Zentrum seiner Kultur. In den Fokus dieser kulturellen Querverweise durch den Maler rückte in seinem Lebenswerk zusehends das Sinnlich-Ästhetische und die Lust: „Hermann Rongstocks Zeichnungen stehen nicht nur in der antiken Tradition Ovids, sondern auch in der neuzeitlichen des Akt-Themas. Wir sollten sie […] als Verwandlungen seiner weltlichen Visionen einer freien Liebe in die künstlerische Sprache unserer Zeit verstehen. Verwandelt wird nicht nur das Wort im Bild, sondern vor allem auch – sofern noch erforderlich – unser Verhältnis zum Erotischen als Quelle allen Lebens, aller Verwandlungen des Menschengeschlechts von Generation zu Generation“.

### „Der Bayreuther Herrmann“
Auf Oskar Kokoschka, den der Maler selbst wiederholt seinen persönlichen Zugang zur „Weltkunst“ nannte, geht der Spitzname „Bayreuther Hermann“ oder „Bayreuther Seemann“ zurück. Die Quellenangaben hierzu sind unterschiedlich, sodass Rongstock möglicherweise beide Bei- bzw. Kosenamen von seinem Lehrer Kokoschka erhielt.
Der Dokumentarfilm „Der Bayreuther Herrmann“ aus dem Jahr 2011 begleitet Rongstock und liefert ein anschauliches filmisches Porträt zum Künstler in seiner Heimat sowie an einigen Schauplätzen seines Schaffens. Michael Nahlig, der für Buch und Regie zuständig war, hat in dem 45 Minuten langen Beitrag das Leben und die Arbeiten des Bayreuther Künstlers eindringlich dokumentiert. Der Film erschien im Format 16:9. Eine öffentliche Präsentation erfolgte im April 2012 im Rahmen der Grenzland-Filmtage Selb.

### „Sinn zittert“ –„Strich-umzittert“
Mit der überaus markanten und in hohem Maße vielseitigen Linienführung offenbart sich das Markenzeichen des höchst eigenen Rongstock-Stils. Kennzeichnend ist die Unruhe der Strich- und Zeichenführung, hinter der sich eine vielseitig interpretierbare Handschrift verbirgt. Das Verwischen klarer Szenerien und Bildeinstellungen treibt Rongstock mitunter aufs Äußerste komplexer Referenzgebung: „Dunkle Knäuel feiner und feinster Striche stehen neben geradezu hingehauchten Pinseltupfern, die verdichtete Ausdruckskraft eines Gesichts mitten in einer Umgebung von romantischer Beschwingtheit.“
Roman Kocholl schlägt in der Rezeption auf Rongstocks Zeichensprache und -stil eine literarische Brücke zum bekannten Zitat Alfred Döblins: „Es ist keine Entwicklung in der endlosen Zeit, der Sinn zittert nur in ihr.“ Kocholl versteht Rongstocks Kunst umfassend als „strich-umzittert“, wie er es nennt – und referiert damit inhaltlich auf Döblins Aussage. Dies deckt sich mit Äußerungen Rongstocks, wonach die klare Zuschreibung eines Sinns und des unstrittigen wie expliziten Inhalts der Kunst für ihn unmöglich zu verifizieren sei – und erst durch Auflösung zeitlicher wie stets streng logischer Strukturen eine neue Wahrnehmung von Zeichnungen, Gemälden und Skizzen ermöglicht werde.

## Ehrungen
- 2006 Kulturpreis der Stadt Bayreuth.[17]

### Eigene Werke
- Markgräfliches Bayreuth: Lebendige Erinnerungen an eine Residenzstadt, hrsg. v. Fremdenverkehrsverein Bayreuth. Text von Manfred Eger, Zeichnungen von     Hermann Rongstock. Bayreuth [1980]. (25 Abb.)
- Rongstock, Hermann: Zeichnungen zu Aphorismen von Jean Paul, hrsg. v. der BAT Casino-Galerie Bayreuth.     Bayreuth 1981. (11 Abb.)
- Rongstock, Hermann: Grafik, Bayreuth 1983. (12 Abb.)
- Eger, Manfred: Bayreuther Profile. Fundsachen und Geschichten zum Viergespann Wilhelmine, Jean Paul,     Richard Wagner, Franz Liszt. Bayreuth 1984, ISBN 3-922808-08-5 (7 Abb.).
- Maier, Thomas & Rongstock, Hermann: Lesezeichen - Lesebilder. Katalog zur Ausstellung in der     Wasserburg Rindern vom 18. September bis 11. Oktober 1994, Kleve 1994. (10     Abb.)
- Langer, Brigitte: Jean Pauls Weg zur Metapher - Sein Buch Leben des Quintus Fixlein, Frankfurt a. M.     2003. (1 Abb. auf dem Umschlag)
- Jung, Werner, Sascha Löwenstein, Thomas Maier, Uwe Werlein (Hrsg.): Wege in und aus der Moderne     - Von Jean Paul zu Günter Grass. Herbert Kaiser zum 65. Geburtstag,     Bielefeld 2006. (2 Abb.)
- Wagner, Wolfgang (Hrsg.): Hermann Rongstock. Inspiriert von Richard Wagner. In: Bayreuther     Festspiele 2006, Bayreuth 2006, S. 152 bis 174. (10 Abb.)
- Thomas Maier (Hrsg.): Hermann Rongstock. ars amatoria, Kleve 2008. (56 farbige Abb.)

### Sekundärliteratur
- Müller, Wilhelm: Über Hermann Rongstocks Kunstschaffen. In: Illustration 63 - Zeitschrift für     Buchillustration 7 (1970), Heft 3, S. 72–75. (7 Abb.)
- Heigl, Curt: Atelierbesuch bei Hermann Rongstock. In: Gesamtkatalog der Ausstellungen 1981, hrsg. v. BAT     Casino-Galerie Bayreuth. Bayreuth [1982], S. 27–28. (1 Abb.)
- Korb, Joachim: Hermann Rongstock als Illustrator. In: Illustration 63 - Zeitschrift für     Buchillustration 23 (1986), Heft 1, S. 3–6 (7 Abb.)
- Schramm, Godehard: Das Aroma des Elementaren. In: Hermann Rongstock, Gemälde und Zeichnungen, Bayreuth     1989. (50 Abb.)
- Biographie zu Hermann Rongstock, Künstler der Tuschezeichnungen im Oberfränkischen     Heimatkalender 1999. In: Oberfränkischer Heimatkalender 220 (1999), S. 51.     (14 Abb.)
- Neuhuber, Christian: Hermann Rongstocks Lenz-Bilder. In: Christian Neuhuber, Lenz-Bilder. Bildlichkeit     in Büchners Erzählung und ihre Rezeption in der bildenden Kunst,     Wien/Köln/Weimar 2009.
- Kaiser, Herbert & Maier, Thomas (Hrsg.): Hermann Rongstock: Zeichnung - Grafik - Malerei,     Wissenschaftlicher Verlag Berlin 2011.
- Maier, Thomas (Hrsg.): Hermann Rongstock - Jean Paul-Bilder, Wissenschaftlicher Verlag Berlin, 2013.
- Von Assel, Marina, Hermann Rongstock, in: Marina von Assel (Hg.), Die Freie Gruppe Bayreuth: Von 1951–1981 (Schriftenreihe des Kunstmuseum Bayreuth), Bayreuth 2016, S. 85–86.

### Kritiken und Presse
- Eger, Manfred: Lady Macbeth und Siebenkäs. In: Nordbayerischer Kurier vom 6. / 7. Dezember 1969.
- Eger, Manfred: Quintus Fixlein und Siebenkäs. In: Nordbayerischer Kurier vom 4. August 1971.
- Nürnberger Nachrichten (Redaktion): Hermann Rongstock: Bayreuther Momentaufnahmen. In: Nordbayerischer Kurier vom 9. / 10. November 1974.
- Modes, Martin: Aufbruch und Dämmer. In: Frankenpost vom 15. Mai 1991.
- Von Billerbeck, Gero: Menschen, Mythen und Landschaften. In: Nordbayerischer Kurier vom 13. Mai 1991.
- Müller, Marieluise: Über die „Abkürzung“ Musik zur Bildkomposition. Der Bayreuther Maler Hermann     Rongstock und sein „Holländer“-Weg. In: Festspielnachrichten, Bayreuth     2003, S. 26–28.
- Bartylla, Eva: Soziale Moritaten in erregter Komik und Tragik. In: Nordbayerischer Kurier vom 22./23. März 2003.
- Bartylla, Eva: Erlösung stellt sich von alleine ein. In: Festspielnachrichten, Bayreuth 2005.
- Müller, Marieluise (Redaktion): Selbstauslöschung. In: Festspielnachrichten, Bayreuth 2006.
- Kocholl, Roman: Kokoschkas Seemann. In: Nordbayerischer Kurier vom 9. November 2006.
- Grass, Matthias: Die Kunst des     Liebens. In: Rheinische Post vom 23. September 2008

### Laudationes
- Laudatio auf Hermann Rongstock zur Verleihung des Bayreuther Kulturpreises 2006. In: Kaiser, Herbert     & Maier, Thomas (Hrsg.): Hermann Rongstock: Zeichnung - Grafik -     Malerei, Wissenschaftlicher Verlag Berlin 2011, S. 193 ff.
- Kaiser, Herbert: Ovid im Hörselberg. In: Hermann Rongstock, Ars amatoria, Katalog zur gleichnamigen     Ausstellung in der Wasserburg Kleve-Rindern 2008, hrsg. von Thomas Maier,     Kleve 2008.
- Maier, Thomas: Faust & Co. in der Düffel. In: Hermann Rongstock, Ars amatoria, Katalog zur     gleichnamigen Ausstellung in der Wasserburg Kleve-Rindern 2008, hrsg. von     Thomas Maier, Kleve 2008.

## Film
Der Dokumentarfilm "Der Bayreuther Hermann" von Micheal Nahlig über Hermann Rongstock wurde im April 2012 im Rahmen der Selber Grenzland-Filmtage uraufgeführt.

## Werke

### Gemälde (Auswahl)
- Stillleben mit Totenkopf, 1967
- Der Zauberer, 1973
- Kronach, 1976
- Prozession vor Schloss Banz
- Vor dem Sonnentempel I
- Vor dem Sonnentempel II
- Vor dem Sonnentempel III
- Abschied von der Eremitage
- Blick auf den Ochsenkopf, Fichtelgebirge
- Abend im Fichtelgebirge
- Ständchen im Ruinentheater
- Wetterfichten
- Mummenschanz, 2001
- Liebeszauber, 2004

#### Illustrationen zu Richard Wagners Werken (Auswahl)
- Holländer, Senta und Daland
- Der fliegende Holländer I
- Der fliegende Holländer II
- Der fliegende Holländer III
- Ankunft des Holländers
- Tannhäuser
- Süchtige Rheintöchter, Rheingold

#### Illustrationen zu Jean Pauls Werken (Auswahl)
- Giannozzo über Bayreuth, 1990
- Ohne Titel

#### Illustrationen zu Bertolt Brechts Werken (Auswahl)
- Was kommt?
- Beggar’s Opera
- Bettlerkönig als Lehrer
- Harry der Sudler
- Polly Peachum, Dreigroschenoper
- Seeräuber-Jenny, 2003
- Orpheus unplugged

#### Weitere Illustrationen (Auswahl)
- Illustration zu Jean Pauls Aphorismus „Jedem Jahrhundert sendet der Unendliche einen bösen Genius zu, der es versuche.“
- Das jüngste Gericht, 1974

### Zeichnungen (Auswahl)
- Schloss Fantaisie vor den Toren Bayreuths
- Vor dem Markgräflichen Opernhaus
- Stadtkirche Bayreuth, 1960
- Brautgasse Bayreuth
- Friedrichstraße Bayreuth
- Am Plärrer
- Off Limits, Eckschoberth Bayreuth
- Altes Schloss
- Gontardhaus, Harmonie, Schlossturm und Altes Schloss
- Lithografie zum Lionstreffen in Kronach, 1976
- Bayreuther Szene mit Gymnasium Christian Ernestinum
- Lithografie zum Lionstreffen, 1978
- Markgräfliche Opernbühne

#### Illustrationen zu Jean Pauls Werken (Auswahl)
- Ende der Tischrede Leibgebers, aus „Siebenkäs“, 1970
- „Von einem Justizerich, der kein Gedächtnis hatte für das Ding an sich“ aus Tolldreiste Geschichten von Honorè de Balzac, 1970
- Rede des toten Christus vom Weltgebäude herab, dass kein Gott sei I, aus „Siebenkäs“, 1970
- Rede des toten Christus vom Weltgebäude herab, dass kein Gott sei II, aus „Siebenkäs“, 1970
- Zur Rede des toten Christus, 1975
- Des Luftschiffers Giannozzo Seebuch
- Illustration zu Jean Pauls Aphorismus „Die Kunst ist zwar nicht das Brot, aber der Wein des Lebens.“
- Illustration zu Jean Pauls Aphorismus „Die Trauerkleidung mancher Witwe ist die Silhouette der Freude.“
- Illustration zu Jean Pauls Aphorismus „Wer die Seele einer Frau sucht, ist nicht immer enttäuscht, ihren Körper zu finden.“
- Illustration zu Jean Pauls Aphorismus „Geh niemals ohne ein freundliches Wort, es könnte dein letztes sein.“
- Illustration zu Jean Pauls Aphorismus „Das Alter hat moosige Auswürfe der Schwäche, die Jugend hat die grünenden der Kraft.“
- Illustration zu Jean Pauls Aphorismus „Glücklicher (nicht glücklicher) werden“, aus „Leben des Quintus Fixlein“
- Illustration zu Jean Pauls Aphorismus „In der Unendlichkeit wohnt mehr Licht als Nacht, und gegen welche Ferne ihr euch wendet, schimmern die Sonnen.“
- Dr. Katzenbergers Badereise
- Von hohen Menschen, aus „Siebenkäs“
- In Fantaisie, „Siebenkäs“
- Firmians Traum, aus „Siebenkäs“
- Jean Pauls Sterbehaus

#### Illustrationen zu Shakespeares Werken (Auswahl)
- Lady Macbeth
- König Lear
- Ophelia
- Sein oder Nichtsein, Hamlet

#### Illustrationen zu Goethes „Faust“
- Vorspiel
- Studierstube
- Auerbachs Keller
- Osterspaziergang
- Frau Schwertlein und Mephisto
- Schwertleins Garten
- Hexennacht
- Im Dom
- Höllenhund
- Gretchens Tod und Erlösung
- Fausts Tod
- Endlöser, Faust und Mephisto reloaded

#### Illustrationen zu Bertolt Brechts Werken (Auswahl)
- Schule der Bettler
- Bettlerparty
- Der reitende Bote
- Seeräuber-Jenny, 1963

#### Illustrationen zu Richard Wagners Werken
- Blauer Planet, Tannhäuser
- Ich suche Dich, Kundry und Klingsor, Parsifal
- Droge Tristan I
- Droge Tristan II
- Elsa kann immer, Lohengrin
- Braune Götterdämmerung, Auf dem Hügel
- Wo bleibt der Skandal?, Auf dem Hügel
- Letzte Vorstellung
- Aufgebrezelt vor der Oper
- Treffen im Park, Festspielhügel Bayreuth
- Im Laubengang der Eremitage
- Königskinder
- In der unteren Grotte
- Ruinentheater
- Rollwenzelei
- Bayreuth der Vampire, 1989
- Grottenspiele, 2007
- Im Hofgarten, 2007

#### Weitere Illustrationen (Auswahl)
- Man möchte manchmal ein Medusenhaupt sein, Zeichnung zu Georg Büchners „Lenz“
- Mit Oberlin zu Pferde, Zeichnung zu Georg Büchners „Lenz“
- Quo Vadis
- Hoffnung für Afrika
- Neues Leben
- Emigration
- Kugel – Antiker Kopf und Tod
- Tödlein
- Frau mit Pferd, 1964
- Immer mehr haben wollen, 1966
- Mongolischer Reiter, 1972

### Nibelungenzyklus „Der Ring“
- „Siegfried der Reiter“ (2010)
- „Siegfried der Drachentöter“ (2011)
- „Hagen mit den Rheintöchtern“ (2012)
- „Kriemhild und Siegfried – Am Hofe zu Worms“ (2013)
- „Walkürenritt bei Walhall“ (2014)
- „Auf zur Jagd – Abschied von Kriemhild “ (2015)
- „König Gunther und Brunhild“ (2016)
- „Kriemhild mit Sohn Ortlieb“ (2017)
- „Wachen am Nibelungenhort“ (2018)